# William Hay (19e comte d'Erroll)
Pour les articles homonymes, voir William Hay.
William Harry Hay, 19e comte d'Erroll (3 mai 1823 - 3 décembre 1891), titré Lord Hay entre 1823 et 1831, et Lord Kilmarnock de 1831 à 1846, est un pair écossais

## Jeunesse
William Harry Hay est né le 3 mai 1823. Il est le fils unique de quatre enfants nés de Elizabeth FitzClarence et de William Hay (18e comte d'Erroll). Sa sœur aînée, Ida Hay, épouse Charles Noel (2e comte de Gainsborough) (ses descendants comprennent les comtes de Gainsborough, les marquis de Bute et les baronnets de Bellingham). Ses sœurs cadettes sont Agnes Hay, épouse de James Duff (5e comte Fife) (son fils, Alexander Duff (1er duc de Fife), épouse la princesse Louise, fille du roi Édouard VII), et Lady Alice Hay, qui épouse Charles Edward Louis Casimir Stuart, comte d'Albanie (neveu de John Sobieski Stuart)
Ses grands-parents paternels sont William Hay, 17e comte d'Erroll et, sa deuxième épouse, Alicia Eliot (troisième fille de Samuel Eliot d'Antigua). Sa mère est la fille illégitime du roi Guillaume IV par sa maîtresse, la célèbre comédienne Dorothea Jordan (connue sous le nom de "Mrs. Jordanie").
Lord Erroll sert comme troisième page d'honneur de 1832 à 1839 (pour son grand-père, le roi Guillaume IV, de 1832 à 1837, et pour la reine Victoria, la nièce de son grand-père, de 1837 à 1839). De 1841 à 1860, il sert dans l'armée britannique.

## Vie privée
Le 20 septembre 1848, il épouse Eliza Amelia Gore (1829-1916), la fille aînée du général Charles Stephen Gore (le troisième fils, par sa deuxième épouse, d'Arthur Gore (2e comte d'Arran)) et Sarah Rachel Fraser (fille aînée de James Fraser, membre du Conseil de la Nouvelle-Écosse). La comtesse d'Arroll est dame de la chambre de la reine Alexandra (épouse du roi Édouard VII) à partir de 1872. Ensemble, ils ont sept enfants: 
- Charles Gore Hay, maître d'Erroll, appelé Lord Kilmarnock (1850–1850), mort en bas âge
- Charles Hay (20e comte d'Erroll) (1852–1927), qui épouse Mary Caroline L'Estrange, fille cadette d'Edmund L'Estrange de Tynte Lodge
- Arthur Hay (1855–1932), qui sert en Égypte en 1882 et en Birmanie en 1887 et est Gentleman Usher de 1896 à 1925
- Florence Alice Hay (1858–1859), décédée jeune.
- Cecilia Leila Hay (1860–1935), épouse le capitaine. George Allan Webbe d'Errollston (décédé le 19 février 1925), en 1883.
- Francis Hay (1864–1898), page d'honneur.
- Florence Agnes Adelaide Hay (1872-1935), qui épouse le major Henry Wolrige-Gordon (décédé en 1923) en 1895.

Lord Erroll est décédé le 3 décembre 1891. Sa veuve, la comtesse douairière d'Erroll, est décédée le 11 mars 1916. 